# Classe Cöln
La classe Cöln est une classe de croiseurs légers de la Kaiserliche Marine. La classe Cöln est l'une de ses dernières classes.

## Histoire
Cette classe est l’aboutissement du développement des croiseurs légers allemands depuis la classe Bremen en 1903. Conçue en 1914, elle devait comprendre une dizaine d'unités. À la fin de la Première Guerre mondiale, seuls sept navires sont lancés, le dernier étant le Frauenlob le 16 octobre 1918. Les trois restants ne sont pas terminés et ont été mis à la ferraille.
Les sept navires de la classe Cöln, comme les navires de la classe Königsberg, reçoivent des noms de croiseurs légers perdus au cours de la Première Guerre mondiale. Il s'agit du :
- SMS Cöln
- SMS Dresden
- SMS Wiesbaden (de)
- SMS Magdeburg
- SMS Leipzig (de)
- SMS Rostock (de)
- SMS Frauenlob (de)

Par rapport à leurs prédécesseurs, ils possèdent une étrave inclinée, sont plus grands, plus rapides et plus forts. À cause du manque de moyens et de personnel, seuls le Cöln et le Dresden sont mis en service. Cependant les deux navires sont peu utilisés. Après la guerre, ils sont envoyés à Scapa Flow où ils sont sabordés le 21 juin 1919.